# Crusaders CFA 2015-2016
Questa voce raccoglie le informazioni riguardanti i Crusaders CFA nelle competizioni ufficiali della stagione 2015-16. 

## VII Liga Portuguesa de Futebol Americano

### Regular season
| Alcabideche 21 novembre 2015, ore 15:00 1ª giornata fase 1 | Crusaders CFA | 7 – 15 | Lisboa Navigators |  |

| Faro 28 novembre 2015, ore 18:00 2ª giornata fase 1 | Algarve Sharks | 32 – 19 | Crusaders CFA |  |

| Alcabideche 13 dicembre 2015, ore 15:00 4ª giornata fase 1 | Crusaders CFA | 54 – 43 | Algarve Sharks |  |

| Lisbona 19 dicembre 2015, ore 15:00 5ª giornata fase 1 | Lisboa Devils | 58 – 43 | Crusaders CFA | Campo Branca Lucas |

| Lisbona 24 gennaio 2016, ore 15:00 8ª giornata fase 1 | Lisboa Navigators | 42 – 46 | Crusaders CFA |  |

| Alcabideche 7 febbraio 2016, ore 15:00 10ª giornata fase 1 | Crusaders CFA | 54 – 60 | Lisboa Devils |  |

| Alcabideche 28 febbraio 2016, ore 15:00 1º turno fase 2 | Crusaders CFA | 46 – 0 | Porto Renegades |  |

| Maia 13 marzo 2016, ore 15:30 3º turno fase 2 | Maia Mustangs | 0 – 54 | Crusaders CFA |  |

## Statistiche di squadra
| Competizione | %Vittorie | In casa | In casa | In casa | In casa | In casa | In casa | In trasferta | In trasferta | In trasferta | In trasferta | In trasferta | In trasferta | Totale | Totale | Totale | Totale | Totale | Totale |
| Competizione | %Vittorie | G       | V       | N       | P       | Pf      | Ps      | G            | V            | N            | P            | Pf           | Ps           | G      | V      | N      | P      | Pf     | Ps     |
| ------------ | --------- | ------- | ------- | ------- | ------- | ------- | ------- | ------------ | ------------ | ------------ | ------------ | ------------ | ------------ | ------ | ------ | ------ | ------ | ------ | ------ |
| Campionato   | .500      | 4       | 2       | 0       | 2       | 161     | 118     | 4            | 2            | 0            | 2            | 133          | 138          | 8      | 4      | 0      | 4      | 247    | 243    |
| Totale       | .500      | 4       | 2       | 0       | 2       | 161     | 118     | 4            | 2            | 0            | 2            | 162          | 132          | 8      | 4      | 0      | 4      | 323    | 250    |